# 반규남
반규남(1984년 4월 7일 ~)은 대한민국의 가수다. 2009년 레드체스 싱글 앨범 [Keep Smiling Superman]으로 데뷔했다.

## 방송
- 스타 오디션 위대한 탄생 2 (2011) - Top34